# Crocina
La crocina è un carotenoide presente nei fiori del genere crocus. Chimicamente è il diestere del disaccaride gentiobiosio e dell'acido dicarbossilico crocetina. Ha un colore rosso intenso ma sciolta in acqua impartisce alla soluzione una colorazione arancione. La crocina è la sostanza responsabile del colore dello zafferano.

## Chimica
L'α-crocina è il risultato  della reazione di esterificazione  tra il β-D-gentiobiosio  e il carotenoide crocetina.  La presenza del glucosio  conferisce alla crocina la proprietà di essere un composto idrosolubile. Allo stesso tempo la presenza  della crocetina, un poliene  contenente due gruppi carbossilici, rende la crocina un composto idrofobico, quindi solubile nei grassi.

## Note

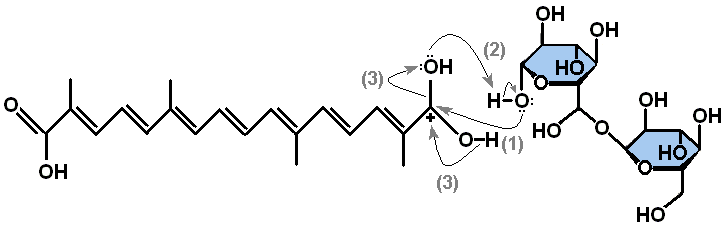
Reazione di esterificazione tra la crocetina e il gentiobiosio